# Ensemble infini non dénombrable
Cet article court présente un sujet plus développé dans : Ensemble dénombrable et Ensemble infini.
Un ensemble infini non dénombrable est un ensemble qui est « trop gros » pour être dénombrable. De manière précise, c'est un ensemble infini qui ne peut être mis en bijection avec les entiers naturels. En présence de l'axiome du choix, cela signifie que  son cardinal est strictement supérieur au cardinal du dénombrable. On dit souvent simplement ensemble non dénombrable. L'ensemble des nombres réels en est un exemple.

Avec l'hypothèse généralisée du continu, un ensemble des cardinalités infinies non dénombrables possible est : {\displaystyle \{\aleph _{i}(i\geq 1)\}\cup \{\beth _{i}(i\geq 1)\}}